# Procession
Procession is een muziekalbum dat in 1983 werd uitgebracht door de jazzrock-formatie Weather Report.

## Nummers
1. Procession (Zawinul) – 8:42
2. Plaza Real (Shorter) – 5:30
3. Two Lines (Zawinul) – 7:43
4. Where The Moon Goes (Zawinul, tekst Nan O'Byrne en Zawinul) – 7:50
5. The Well (Shorter, Zawinul) – 4:00
6. Molasses Run (Hakim) – 5:49

## Musici
- Josef Zawinul - Keyboards en synthesizers
- Wayne Shorter - Saxofoons
- Omar Hakim - Drums, gitaar en zang
- Victor Bailey - Bas
- José Rossy - Percussie en concertina

met
- The Manhattan Transfer - Zang op "Where The Moon Goes"

Bandleden: Joe Zawinul · Wayne Shorter · Jaco Pastorius · Peter Erskine

Miroslav Vitouš · Eric Gravatt · Alphonse Mouzon · Airto Moreira · Alex Acuña · Manolo Badrena · Dom Um Romão · Alphonso Johnson · Victor Bailey · Omar Hakim · José Rossy
Discografie: Weather Report (1971) · I Sing the Body Electric · Live in Tokyo · Sweetnighter · Mysterious Traveller · Tale Spinnin' · Black Market · Heavy Weather · Mr. Gone · 8:30 · Night Passage · Weather Report (1982) · Procession · Domino Theory · Sportin' Life · This Is This